# Musée de l'Imprimerie (Nantes)
Le musée de l'Imprimerie de Nantes (aussi appelé musée-atelier de l'imprimerie de Nantes) est un musée à Nantes, consacré à l'imprimerie. Il a été fondé le 6 décembre 1986, par Sylvain Chiffoleau, maître-imprimeur et Robert Colombeau, compositeur-typographe. Ce musée a bénéficié de l'appui des municipalités d'Alain Chénard, Michel Chauty et Jean-Marc Ayrault pour réunir en un même lieu l'équipement permettant de fabriquer un livre en employant les anciens procédés. Il est actuellement situé au 24 quai de la Fosse, dans les locaux de la médiathèque Jacques-Demy.
Le musée de l'Imprimerie expose les différentes techniques de composition manuelle ou mécanique ; des presses typographiques, des presses à bras, des presses à platine ou des presses à cylindre ; la gravure taille douce et la lithographie ; poinçons, matrices et machines à fondre pour la fabrication des caractères, caractères et rangs pour la composition manuelle typographique ; composeuses-fondeuses linotype et typographe, etc.,.

## Association des Amis du musée de l’Imprimerie de Nantes
Le musée dispose d'une association d'Amis (aussi appelé « Société des amis du Musée de l’imprimerie »), créée en 1998 qui participe à l'ajout de pièces de collection au musée, et contribue financièrement à la vie de l'établissement.

## Accessibilité
Ce site est desservi par l'arrêt de tram Médiathèque.
  1  